# Kasplańskie osiedle wiejskie
Kasplańskie osiedle wiejskie (ros. Касплянское сельское поселение) – jednostka administracyjna (osiedle wiejskie) wchodząca w skład rejonu smoleńskiego w оbwodzie smoleńskim w Rosji.
Centrum administracyjnym osiedla wiejskiego jest wieś (ros. село, trb. sieło) Kaspla-1.

## Geografia
Powierzchnia osiedla wiejskiego wynosi 13,81 km², a głównymi rzekami są: Kaspla, Żeriespieja i Kloc.

## Historia
Osiedle powstało na mocy uchwały obwodu smoleńskiego z 28 grudnia 2004 r. (z późniejszymi zmianami w uchwale z dnia 29 kwietnia 2006 roku).

## Demografia
W 2010 roku osiedle wiejskie zamieszkiwało 1298 mieszkańców.

## Miejscowości
W skład jednostki administracyjnej wchodzą 2 sieła (Kaspla-1, Kaspla-2) i 13 wsi (ros. деревня, trb. dieriewnia) (Ałfimowo, Andriejewo, Kuzino, Łakisy, Łupichi, Prudniki, Rytino, Siemionowo, Szałatoni, Szałudi, Szczekuny, Tietierki, Żar).